# Street League Skateboarding
Street League Skateboarding (kurz SLS) ist eine internationale Turnierserie für Skateboarder. Das Finale des Turniers findet unter dem Namen „SLS Super Crown“ statt. Das Turnier wurde 2010 von dem Profiskater und Unternehmer Rob Dyrdek gegründet. Thrill One Sports and Entertainment ist der Eigentümer von Street League Skateboarding.

## Geschichte
Die Idee zu SLS entstand, da Rob Dyrdek mit dem Zustand der Pro-Street-Skateboarding-Wettbewerbe unzufrieden war. Er entwickelte das SLS-Konzept, um die Schwachstellen zu verbessern. Das erste Jahr der SLS beinhaltete eine Arena-Tour mit vier Stopps, die am 28. August 2010 in der Desert Diamond Arena in Glendale, Arizona, begann. Die weiteren Stationen der Eröffnungstour waren die Citizens Business Bank Arena in Ontario, Kalifornien, und das Thomas & Mack Center in Las Vegas, Nevada. Die teilnehmenden Profiskateboarder mussten dafür Mehrjahresverträge unterzeichnen. Die Teilnehmer bestanden unter anderem aus Chris Cole, Ryan Sheckler, Greg Lutzka und Paul Rodriguez. Insgesamt konnte ein Preisgeld von mehr als 1 Million Dollar gewonnen werden. Der Tour-Champion, Nyjah Houston, erhielt den Super Crown Pokal sowie die mit Diamanten besetzte Nixon $100.000-Handuhr.
Der Super Crown Weltmeister 2011 war Sean Malto, der die Vorherrschaft von Nyjah Huston durchbrach und das Preisgeld von 200.000 Dollar gewann. Huston gewann 2012 die SLS und das Preisgeld von 200.000 Dollar, zusätzlich zu einer Uhr und Ringset von Nixon Watches sowie einem Chevrolet-Fahrzeug.
Im Jahr 2013 wurde die Street League Skateboarding Foundation (SLSF) mit dem Ziel gegründet, die weltweite Beteiligung am Skateboarding zu erhöhen. Die Stiftung unterstützt Gemeinden und gemeinnützige Organisationen bei der Planung, Entwicklung und dem Bau von legalen Skateplätzen und hilft bei der Erstellung von Gemeinde- und Bildungsprogrammen zur Förderung des Skateboardens. Im Mai 2013 wurde GoPro als offizieller Kamerasponsor der internationalen SLS-Tour 2013 bekannt gegeben. GoPro wurde für die Übertragungen der amerikanischen Veranstaltungen im Inland eingesetzt. Des Weiteren schloss sich Nike SB als Sponsor an. Chris Cole wurde Weltmeister und mit Stand vom 19. Mai 2013 hatte Huston mehr Preisgeld gewonnen als jeder andere Skateboarder in der Geschichte.
Im Jahr 2018 kündigte SLS eine Partnerschaft mit World Skate an, in deren Rahmen die SLS World Tour bis 2020 zur offiziellen Weltmeisterschaft der Organisation wurde. Die SLS World Tour wurde unter anderem der wichtigste Qualifikationsweg für Skateboarding bei den Olympischen Sommerspielen 2020. Dieser Schritt wurde von Tim McFerran, dem Präsidenten des World Skateboarding Grand Prix, bemängelt (der dasselbe Ziel mit seiner Organisation, der World Skateboarding Federation, verfolgt hatte). Er führte den Einladungscharakter der Veranstaltungen an und kritisierte, dass sie die nahezu vollständige Kontrolle über das professionelle Skateboarding und die Athleten, die an den Olympischen Spielen teilnehmen, erhalten würden.
Im Mai 2019 wurde bekannt gegeben, dass Skateboarding aus den Panamerikanischen Spielen 2019 gestrichen wird. Dies mit der Entscheidung von SLS und World Skate begründet, die eine Welttournee planten und dies in direktem Konflikt mit dem Zeitplan der Spiele war, außerdem waren die Panamerikanischen Spiele keine Qualifikationsveranstaltung für die Olympischen Spiele.
Aufgrund der COVID-19-Pandemie, die Anfang 2020 begann sich auszubreiten, musste SLS vorerst die Wettkämpfe in Las Vegas und Peking absagen. Später wurde die gesamte Tour für 2020 abgesagt.

## Ablauf
Die SLS-Teilnehmer sammeln bei jedem Stopp der Meisterschaft Punkte, und nur die acht bestplatzierten Teilnehmer nehmen an dem Super Crown Finale teil. Das Finale jeder Veranstaltung besteht aus acht Finalisten in 90-minütigen Läufen.
Das Preisgeld ist das höchste in der Geschichte des professionellen Skateboardens und war im Jahr 2011 etwa 1,6 Millionen US-Dollar wert.

## SLS Gewinner
Die folgende Liste listet die Gewinner aller SLS Wettbewerbe auf:

### 2010
- SLS Glendale 2010, Men's Section: Nyjah Huston
- SLS Ontario 2010, Men's Section: Sean Malto
- SLS Las Vegas 2010, Men's Section: Shane O’Neill
- SLS Super Crown 2010, Men's Section: Nyjah Huston

### 2011
- SLS Seattle 2011, Men's Section: Nyjah Huston
- SLS Kansas City 2011, Men's Section: Nyjah Huston
- SLS Glendale 2011, Men's Section: Nyjah Huston
- SLS Super Crown Newark 2011, Men's Section: Sean Malto

### 2012
- SLS Kansas City 2012, Men's Section: Nyjah Huston
- SLS Ontario 2012, Men's Section: Nyjah Huston
- SLS Glendale 2012, Men's Section: Paul Rodriguez
- SLS Super Crown Newark 2012, Men's Section: Nyjah Huston

### 2013
- SLS bei X-Games Foz du Iguaçu 2013, Men's Section: Nyjah Huston
- SLS bei X-Games Barcelona 2013, Men's Section: Nyjah Huston
- SLS Kansas City 2013, Men's Section: Nyjah Huston
- SLS bei X-Games München 2013, Men's Section: Chris Cole
- SLS Portland 2013, Men's Section: Paul Rodriguez
- SLS Los Angeles 2013, Men's Section: Nyjah Huston
- SLS Super Crown New Jersey 2013, Men's Section: Nyjah Huston

### 2014
- SLS Pro Open Los Angeles 2014, Men's Section: Nyjah Huston
- SLS Chicago 2014, Men's Section: Nyjah Huston
- SLS Los Angeles 2014, Men's Section: Nyjah Huston
- SLS Super Crown Newark 2014, Men's Section: Nyjah Huston

### 2015
- SLS Barcelona 2015, Men's Section: Nyjah Huston
- SLS Los Angeles 2015, Men's Section: Luan Oliviera
- SLS Newark 2015, Men's Section: Luan Oliviera
- SLS Super Crown Chicago 2015, Men's Section: Kelvin Hoefler
- SLS Super Crown Chicago 2015, Women's Section: Leticia Bufoni

### 2016
- SLS Barcelona 2016, Men's Section: Shane O’Neill
- SLS München 2016, Men's Section: Paul Rodriguez
- SLS New York City 2016, Men's Section: Nyjah Huston
- SLS Super Crown Los Angeles 2016, Men's Section: Shane O’Neill
- SLS Super Crown Los Angeles 2016, Women's Section: Leo Baker

### 2017
- SLS Barcelona 2017, Men's Section: Nyjah Huston
- SLS München 2017, Men's Section: Nyjah Huston
- SLS Chicago 2017, Men's Section: Dashawn Jordan
- SLS Super Crown Los Angeles 2017, Men's Section: Nyjah Huston
- SLS Super Crown Los Angeles 2017, Women's Section: Leo Baker

### 2018
- SLS Huntington Beach 2018, Men's Section: Yūto Horigome
- SLS Los Angeles 2018, Men's Section: Yūto Horigome
- SLS London 2018, Men's Section: Yūto Horigome
- SLS London 2018, Women's Section: Jenn Soto
- SLS Super Crown Rio de Janeiro 2018, Men's Section: Nyjah Huston[18]
- SLS Super Crown Rio de Janeiro 2018, Women's Section: Aori Nishimura[18]

### 2019
- SLS São Paulo 2019, Men's Section: Nyjah Huston
- SLS São Paulo 2019, Women's Section: Pamela Rosa
- SLS Los Angeles 2019, Men's Section: Yūto Horigome
- SLS Los Angeles 2019, Women's Section: Rayssa Leal
- SLS London 2019, Men's Section: Nyjah Huston
- SLS London 2019, Women's Section: Pamela Rosa
- SLS Super Crown Rio de Janeiro 2019, Men's Section: Nyjah Huston
- SLS Super Crown Rio de Janeiro 2019, Women's Section: Aori Nishimura

### 2021
- SLS Jacksonville 2021, Men's Section: Jagger Eaton
- SLS Jacksonville 2021, Women's Section: Pamela Rosa
- SLS Lake Havasu 2021, Men's Section: Nyjah Huston
- SLS Lake Havasu 2021, Women's Section: Rayssa Leal
- SLS Salt Lake City 2021, Men's Section: Gustavo Ribeiro
- SLS Salt Lake City 2021, Women's Section: Rayssa Leal
- SLS Super Crown Jacksonville 2021, Men's Section: Jagger Eaton
- SLS Super Crown Jacksonville 2021, Women's Section: Pamela Rosa

### 2022
- SLS Jacksonville 2022, Men's Section: Yūto Horigome
- SLS Jacksonville 2022, Women's Section: Rayssa Leal
- SLS Seattle 2022, Men's Section: Yūto Horigome
- SLS Seattle 2022, Women's Section: Rayssa Leal
- SLS Las Vegas 2022, Men's Section: Gustavo Ribeiro[19]
- SLS Las Vegas 2022, Women's Section: Rayssa Leal[19]
- SLS Super Crown Rio de Janeiro 2022, Men's Section: Gustavo Ribeiro[20]
- SLS Super Crown Rio de Janeiro 2022, Women's Section: Rayssa Leal[20]

### 2023
- SLS Chicago 2023, Men's Section:  Kelvin Hoefler[21]
- SLS Chicago 2023, Women's Section: Rayssa Leal (BRA)[21]